# 風のファイター
『風のファイター』（かぜのファイター）は、極真空手創始者である大山倍達をモデルにした韓国の漫画（韓国版『空手バカ一代』）であり、それを原作とした映画である。原作者は房學基。
1989年から1992年まで韓国のスポーツ紙『スポーツソウル』に連載されて大きな話題を呼び、その販売部数を百万部台にのし上げるという記録を打ち立てた。主人公が在日コリアンであることを明かして強調している点が、『空手バカ一代』との最大の違いである。

## ストーリー
1939年、日本併合時代の朝鮮半島に生まれたチェ・ペダル（崔倍達、최배달）は、ボムス（師匠）にテッキョンを学び、強いファイターになるという夢を抱いていた。訓練を受けるのも束の間、ボムスは行方不明になる。師匠を失ったペダルは、パイロットになるために日本へ密入国する。しかし、終戦を迎えた混乱の日本でその夢も破れ、周囲からの差別と、自分の無力さに絶望する。
やがてボムスと奇跡的に再会したペダルは、自分の目指す本来の姿を取り戻そうと武術修行を再開するが、ボムスを日本人ヤクザたちに殺されてしまったことで、さらなる悲劇と試練を迎える。悲嘆に暮れるペダルは山奥での厳しい修練を決心し、あらゆる苦痛に耐えるべく孤独で壮絶な戦いを選択すると、大山倍達（おおやま・ますたつ）と名乗り、日本人たちに決闘を挑み始める。

## 映画
映画版は韓国では2004年夏に公開され、240万人以上を動員した。脚本・監督はヤン・ユンホ。主演はラッパーとしてもカリスマ的な人気を誇るヤン・ドングン。ペダルを献身的に支える恋人役に平山あや。日本軍将校を経て日本武道界を代表するに至ったライバル役に加藤雅也。2006年3月、日本にて公開。
キャスト
- ヤン・ドングン
- 平山あや
- 加藤雅也
- チョン・テウ
- チョン・ドゥホン
- パク・ソンミン
- 国分佐智子
- 小阪風真
- 園田真夕
- チェ・ジウン
- 真樹日佐夫
- 堀田眞三
- 藤巻裕己
- 児島美ゆき
- ソン・ジュニョン
- キム・ヨンジュ
- キム・テウク
- キム・ミンス
- キム・ジョンピル
- 高山登美男
- 白川明彦
- 平口泰司
- 黒神龍人
- 鍋島浩
- 佐田修典
- 香納諒一
- 横山たかし・ひろし
- 綾川文代
- 長佳秀
- 山上真史
- 鷹橋敏輝
- 小薮哲郎
- 真勝国之

ほか